# Halowe Mistrzostwa Europy w Lekkoatletyce 1970 – trójskok mężczyzn
Trójskok mężczyzn – jedna z konkurencji technicznych rozgrywanych podczas halowych lekkoatletycznych mistrzostw Europy w hali Stadthalle w Wiedniu. Rozegrano od razu finał 15 marca 1970. Zwyciężył reprezentant Związku Radzieckiego Wiktor Saniejew, który ustanowił nieoficjalny halowy rekord świata skokiem na odległość 16,95 m. Tytułu zdobytego na poprzednich igrzyskach nie obronił Nikołaj Dudkin ze Związku Radzieckiego, który tym razem zajął 9. miejsce.

## Rezultaty
Rozegrano od razu finał, w którym wzięło udział 11 skoczków.

Opracowano na podstawie materiału źródłowego.
| Poz. | Zawodnik         | Reprezentacja   | Próby | Próby | Próby | Próby | Próby | Próby | Wynik | Uwagi |
| Poz. | Zawodnik         | Reprezentacja   | 1     | 2     | 3     | 4     | 5     | 6     | Wynik | Uwagi |
| ---- | ---------------- | --------------- | ----- | ----- | ----- | ----- | ----- | ----- | ----- | ----- |
| 01 ! | Wiktor Saniejew  | ZSRR            | 16,79 | 16,63 | x     | 16,95 | x     | x     | 16,95 | WR    |
| 02 ! | Jörg Drehmel     | NRD             | x     | 16,21 | 16,19 | 16,36 | 16,32 | 16,74 | 16,74 |       |
| 03 ! | Șerban Ciochină  | Rumunia         | 16,20 | 16,20 | 16,07 | 16,47 | 16,04 | x     | 16,47 |       |
| 4.   | Michael Sauer    | RFN             | 16,02 | 16,39 | x     | 16,06 | 16,18 | x     | 16,39 |       |
| 5.   | Zoltán Cziffra   | Węgry           | 16,25 | 16,26 | 16,35 | x     | 16,35 | 16,13 | 16,35 |       |
| 6.   | Carol Corbu      | Rumunia         | 16,35 | 16,26 | x     | 16,33 | 16,28 | 16,27 | 16,35 |       |
| 7.   | Giuseppe Gentile | Włochy          | 16,08 | 15,89 | 15,89 | 15,98 | 16,12 | 14,55 | 16,12 |       |
| 8.   | Serge Firca      | Francja         | x     | 15,60 | 15,52 | x     | x     | 16,01 | 16,01 |       |
| 9.   | Nikołaj Dudkin   | ZSRR            |       |       |       |       |       |       | 15,99 |       |
| 10.  | Jan Broda        | Czechosłowacja  |       |       |       |       |       |       | 15,89 |       |
| 11.  | Tony Wadhams     | Wielka Brytania |       |       |       |       |       |       | 15,67 |       |